# 德國國防軍陸軍第342步兵師
德國國防軍陸軍第342步兵師（德語：342. Infanterie-Division）是納粹德國國防軍陸軍的一個步兵師。該師於1940年11月組建。
該師組建後，在法國駐紮。1941年9月，該師調至南斯拉夫，進行反遊擊作戰。1942年2月，該師調往東線，此後一直在當地作戰。
該師最後於1945年4月在哈爾伯口袋被圍殲。

## 註腳
1. ↑  Mitcham（2007年）